# Pasaje de la Merced
El Pasaje de la Merced es un estrecho callejón de Ciudad Real. Situado en el centro de su casco urbano, está enmarcado por uno de los más bellos rincones arquitectónicos de la ciudad. 

## Situación
Está situado en el centro de la ciudad, entre las calles Toledo y Caballeros. Desemboca en la Plazuela de la Merced y es peatonal al completo.

## Historia
El callejón o Pasaje de la Merced perteneció a los terrenos del Convento de la Merced (construido en el siglo XVII). Se abrió en el siglo XIX para comunicar la calle de Toledo con la calle Caballeros atravesando las tapias del antiguo huerto del convento, donde hoy se encuentra la Plaza de los Mercedarios.

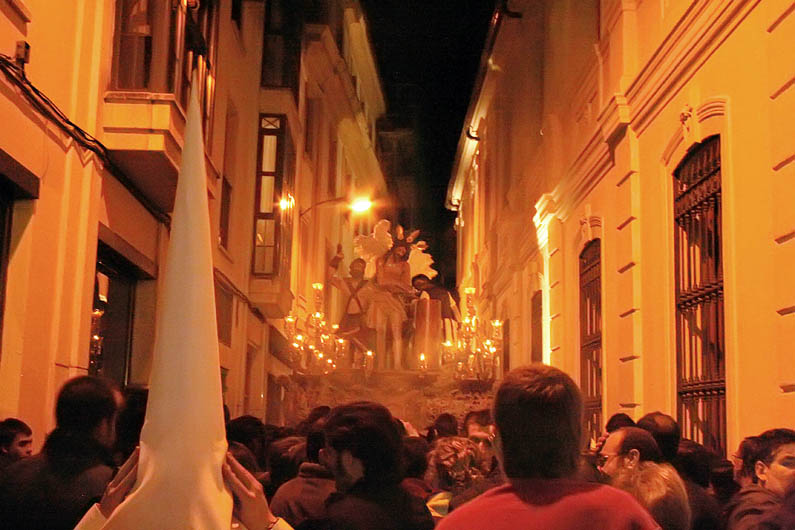
Misterio de la Flagelación en el Pasaje de la Merced.

Adquiere fama y notoriedad a partir de finales del siglo XX debido al auge de la Semana Santa de Ciudad Real y, sobre todo, tras la decisión de la Hermandad de Nazarenos de la Flagelación de Nuestro Padre Jesús de la Bondad y María Santísima del Consuelo en 1992 de realizar estación de penitencia atravesando esta calle. Decisión seguida posteriormente por la mayor parte de las hermandades y cofradías de Ciudad Real. Siendo este tramo el principal para una futura carrera oficial.
Actualmente es uno de los lugares más importantes para seguir el discurrir de las cofradías y hermandades y por ello, y tras la declaración de la Semana Santa de Ciudad Real de Interés Turístico Nacional, el Ayuntamiento de Ciudad Real situó en la Plazuela de la Merced, al final del Pasaje del mismo nombre, una monumental escultura al nazareno, en bronce, obra del escultor Kirico.

## Arquitectura
El Convento de los Mercedarios ha llegado hasta nosotros adaptado a las necesidades de su posterior uso; salvo el antiguo claustro monacal y los restos de paramentos que flanquean la entrada. El claustro es el primitivo, con pequeñas adaptaciones realizadas en el siglo pasado. Responde a la tipología de claustro barroco con un cierto clasicismo.
Se compone de un primer cuerpo formado por arcos de medio punto de trasdós moldurado sobre pilastras impostadas. La galerías se cubren con bóvedas de cañón con fajones lunetos, conservando su estado primitivo. El segundo cuerpo se remodeló igualmente en el siglo XIX, siguiendo la tipología impuesta en la fachada. Por su parte, la fachada consta de una sencilla portada adintelada en piedra; conservándose dos paramentos en sillar almohadillado con ciertos rasgos vignolescos. El resto, presenta una hermosa fachada en donde los huecos se distribuyen simétricamente, toda ella articulada por grandes pilastras toscanas sobre plantas, que sostienen los entablamentos que forma la cornisa. Esta fachada, que denota su gran clasicismo, está perfectamente integrada con los restos primitivos. La escalera de acceso a la segunda planta es una escalera palaciega, que se divide en dos tramos.
Al edificio del convento hay que unirle el de la Diputación Provincial de Ciudad Real. Obra historicista del finales del siglo XIX del arquitecto Sebastián Rebollar. Así como diversas casas nobles en la esquina de la calle Toledo con el Pasaje (típico caserón manchego) y, sobre todo, la Residencia de Hermanas del Servicio Doméstico (las Hijas de María Inmaculada) de impronta neoclásica y que se sitúa en el arranque del Pasaje de la Merced, esquina a la Calle Caballeros.